# (11443) Youdale
(11443) Youdale es un asteroide perteneciente al cinturón de asteroides descubierto el 11 de febrero  de 1977 por Edward Bowell desde el Observatorio Palomar, en Estados Unidos).

## Designación y nombre
Designado provisionalmente como 1977 CP. Fue nombrado en honor a Jack Youdale (1932–2017) quien fue un astrónomo aficionado británico, fabricante de telescopios y defensor de la divulgación pública. Fue presidente honorario de la Sociedad Astronómica de Cleveland y Darlington desde 1979 hasta su muerte, y tuvo un espacio mensual de astronomía en la radio local durante más de 20 años.

## Características orbitales
(11443) Youdale está situado a una distancia media del Sol de 2,310 ua, pudiendo alejarse hasta 2,651 ua y acercarse hasta 1,968 ua. Su excentricidad es 0,148 y la inclinación orbital 1,075 grados. Emplea 1281,99 días en completar una órbita alrededor del Sol.

## Características físicas
La magnitud absoluta de (11443) Youdale es 14,72. Tiene 2,924 km de diámetro y su albedo se estima en 0,394.